# Хуан Ауріч (футбольний клуб)
«Хуан Ауріч» (ісп. Club Juan Aurich de Chiclayo) — перуанський футбольний клуб з міста Чиклайо. Виступає у Вищій лізі чемпіонату Перу.

## Історія
Команда була заснована в маєтку Батагранде 3 вересня 1922 року групою робітників ферми. Клуб отримав назву на честь власника маєтку дона Хуана Ауріч Пастора. Команда стала виступати в регіональних змаганнях і в 1933 році виграла свій перший титул — чемпіонів Чиклайо. З 1945 по 1952 рік клуб не брав участі в футбольних змаганнях, але потім було прийнято рішення відродити команду з цього виду спорту.
5 липня 1953 року автобус з командою «Хуан Ауріч» зіткнувся з потягом. Загинуло 24 людини — 12 футболістів та члени сімей, вболівальники, технічний персонал клубу.
У 1967 році команда вийшла в елітний дивізіон чемпіонату Перу і з ходу зайняла друге місце в еліті, що дозволило їй виступити в Кубку Лібертадорес 1969 року. «Хуан Ауріч» став першою провінційною командою Перу, яка взяла участь в міжнародних турнірах.
До 1983 року клуб був міцним середняком, однак потім справи команди погіршилися — з 1987 по 1991 рік «Хуан Ауріч» виступав лише в регіональних лігах. У 1993 році об'єднався з командою «Депортіво Каньянья» (ісп. Deportivo Cañaña з Ламбаече. Клуб «Ауріч-Каньянья» повернувся в еліту, але ненадовго. Після декількох зльотів і падінь «Північний циклон» (прізвисько команди) зник з футбольної карти Перу.
28 січня 2005 року був клуб відроджений під назвою «Хуан Ауріч де ла Вікторія» (щоб уникнути юридичних зволікань через колишніх боргів клубу). У 2007 році «Хуан Ауріч» домігся повернення в елітний дивізіон. За підсумками 2009 року «Хуан Ауріч» посів третє місце в чемпіонаті Перу і повернувся в Кубок Лібертадорес через 40 років. У попередньому раунді КЛ-2010 команда досить несподівано обіграла мексиканський «Естудіантес Текос» і взяла повноцінну участь уже у груповій стадії турніру.
У 2011 році «Хуан Ауріч» вперше в своїй історії завоював титул чемпіона Перу.

## Досягнення
- Чемпіон Перу (1): 2011
- Віце-чемпіон Перу (1): 1968
- Чемпіон Другого дивізіону Перу (1): 1997, 2007
- Учасник Кубка Лібертадорес (4): 1969, 2010, 2012, 2015

## Відомі гравці
- Херман Пачеко
- Луїс Гуаделупе
- Серхіо Ібарра
- Хуліо Мелендес (1975—1977)
- Хосе Наварро (1982)
- Майєр Кандело
- Лебоханг Морула
- Рікардо Сісіліано
- Ісраель Суніга (2011)
- Луїс Техада
- Вільям Чіроке